# Beselare
Beselare és un antic municipi de Bèlgica al Westhoek a la província Flandes Occidental. L'1 de gener de 1977 el poble va fusionar amb Zonnebeke. El 2014 tenia 2684 habitants. Es troba a una cresta arrenosa d'una altitud de 53 metres que baixa abruptament cap als rius Reutelbeek i Scheriabeek en la conca del Leie. És un poble rural i residencial.
El primer esment escrit Beuesclare data del 1086. El sufix «-lare» indica una clariana tancada en terres baixes, húmides, «Bese-» deriva de Bibas, el genitiu de Bibo, un nom propi d'origen germànic. Durant l'ocupació francesa sota el regne de Lluís XIV va ser elevat al rang de marquesat, atorgat a la nissaga dels van der Woestine, que ja des de temps immemorables governaven el poble.
El 1914, durant la invasió alemanya de Bèlgica a principis de la Primera Guerra Mundial el poble va quedar totalment arrasat. Després de la guerra, el poble va reconstruir segons els plans de l'arquitecte brugenc H. Hoste Des del 1959 si organitza la processó de les bruixes, als anys imparells. Una estàtua d'una bruixa de bronze decora la plaça major.

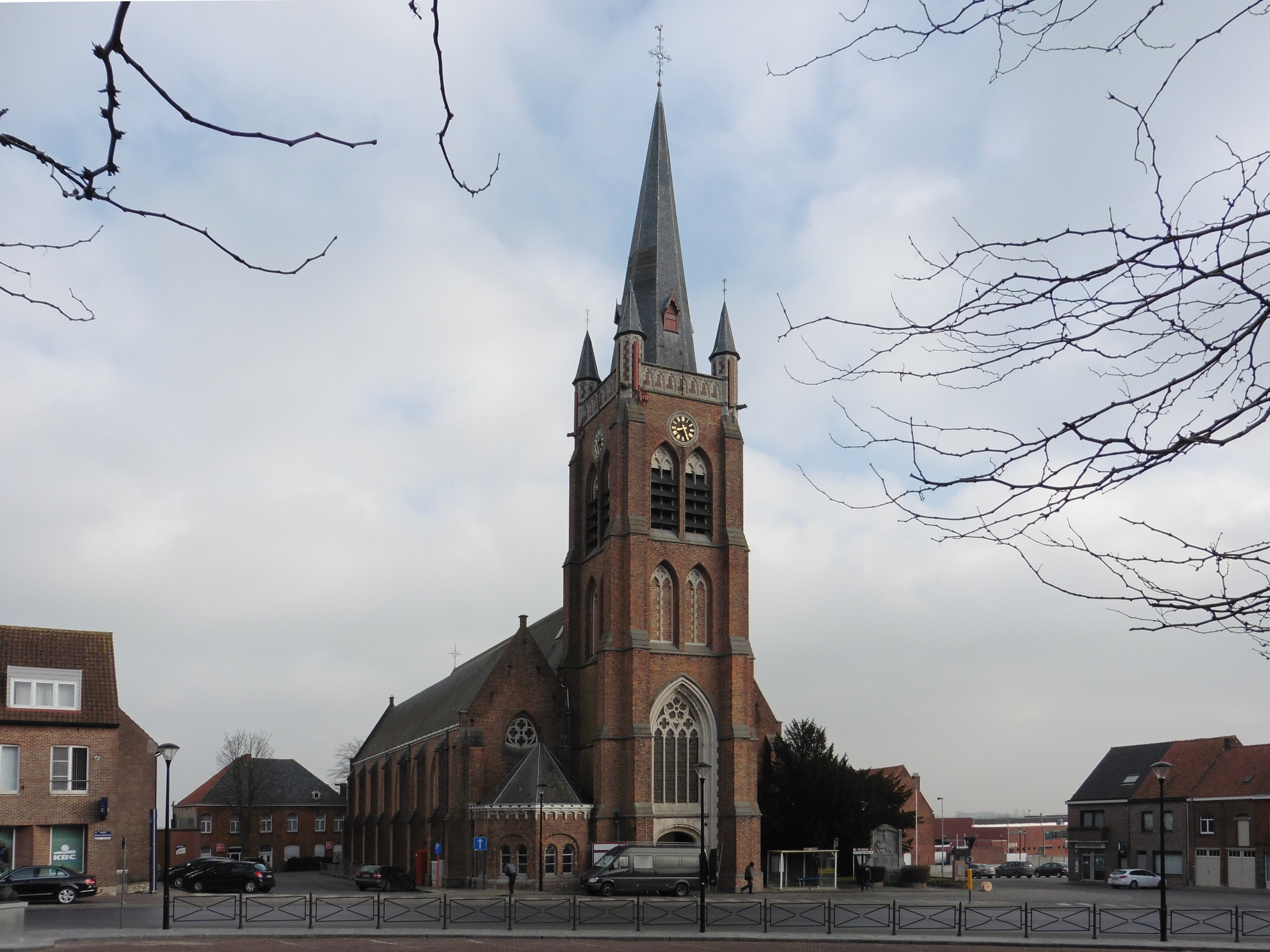
Plaça Major i església neogòtica de Martí de Tours
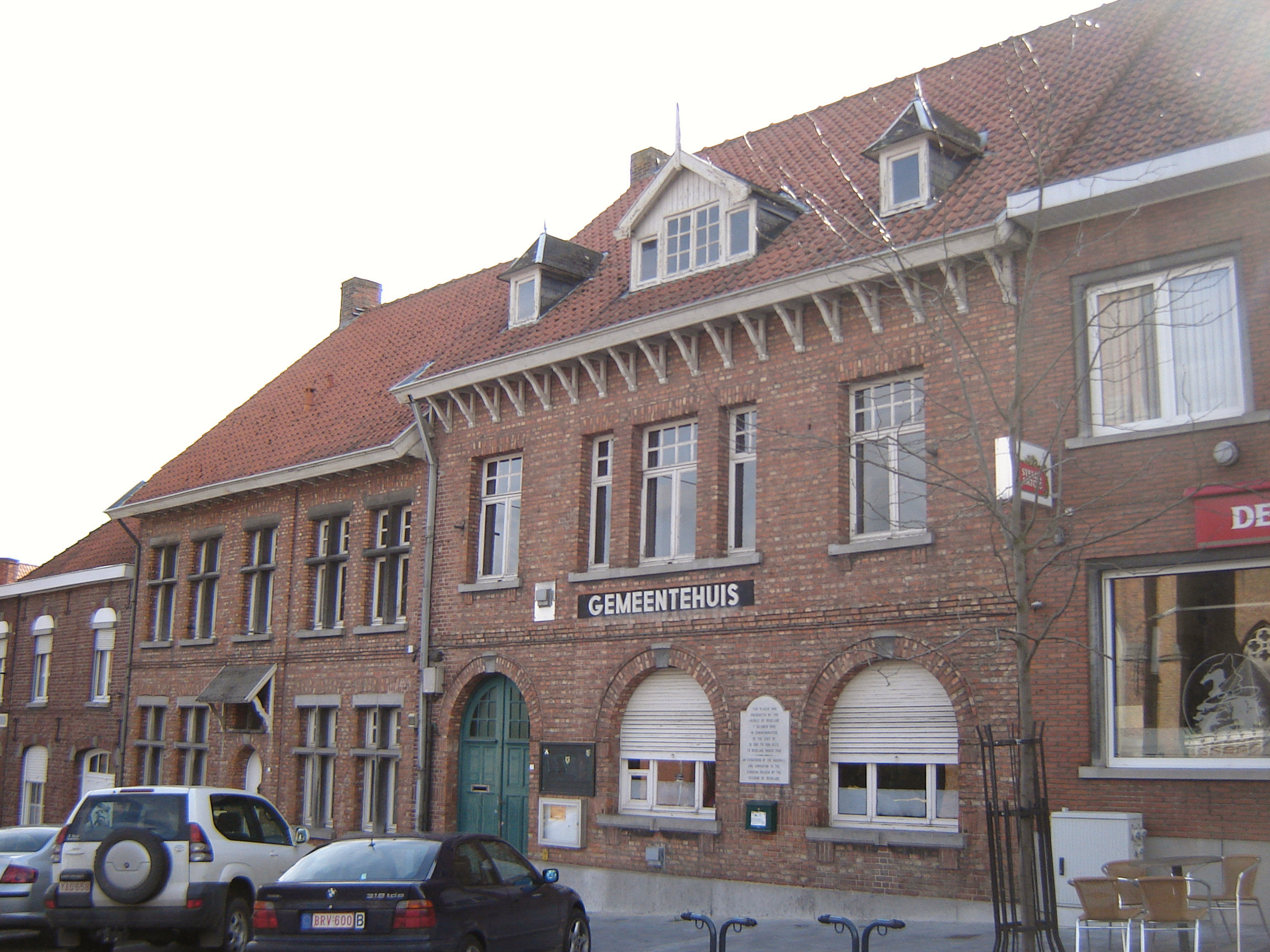
Antic anjuntament

## Persones
- Warden Ooms (1861-1934) pseudònim d'Edward Vermeulen, escriptor
- Oswald Maes (1934), actor